# 10 000 mètres
Ne doit pas être confondu avec 10 kilomètres.
Pour les articles homonymes, voir 10 000.
Le 10 000 mètres est une épreuve de fond d'athlétisme consistant à parcourir vingt-cinq tours de piste, ayant pour origine la course des six miles (9 656 m) disputés dans les pays anglo-saxons. Elle fait son entrée au programme des Jeux olympiques en 1912 pour les hommes et en 1988 pour les femmes.

## Records

### Records du monde
Le premier record du monde du 10 000 mètres homologué par l'IAAF est celui du Français Jean Bouin qui établit le temps de 30 min 58 s 8 à Paris. L'actuel record du monde masculin est détenu par l'Ougandais Joshua Cheptegei en 26 min 11 s 00, le record du monde féminin étant la propriété de la Kényane Beatrice Chebet en 28 min 54 s 14, établi le 25 mai 2024 lors du meeting international Prefontaine Classic situé à Eugene.
| Genre | Performance    | Athlète          | Date           | Lieu              |
| ----- | -------------- | ---------------- | -------------- | ----------------- |
| M     | 26 min 11 s 00 | Joshua Cheptegei | 7 octobre 2020 | Valence Espagne   |
| F     | 28 min 54 s 14 | Beatrice Chebet  | 25 mai 2024    | Eugene États-Unis |

### Records continentaux
| Continent                                                 | Hommes (au 14 juillet 2024) | Hommes (au 14 juillet 2024) | Hommes (au 14 juillet 2024) | Femmes (au 14 juillet 2024) | Femmes (au 14 juillet 2024) | Femmes (au 14 juillet 2024) |
| Continent                                                 | Temps                       | Athlète                     | Nation                      | Temps                       | Athlète                     | Nation                      |
| --------------------------------------------------------- | --------------------------- | --------------------------- | --------------------------- | --------------------------- | --------------------------- | --------------------------- |
| Afrique (records)                                         | 26 min 11 s 00              | Joshua Cheptegei            | Ouganda                     | 28 min 54 s 14              | Beatrice Chebet             | Kenya                       |
| Asie (records)                                            | 26 min 38 s 76              | Ahmad Hassan Abdullah       | Qatar                       | 29 min 31 s 78              | Wang Junxia                 | Chine                       |
| Europe (progression)                                      | 26 min 46 s 47              | Mohamed Farah               | Royaume-Uni                 | 29 min 06 s 82              | Sifan Hassan                | Pays-Bas                    |
| Amérique du Nord, Amérique centrale et Caraïbes (records) | 26 min 33 s 84              | Grant Fisher                | États-Unis                  | 30 min 3 s 82               | Alicia Monson               | États-Unis                  |
| Océanie (records)                                         | 27 min 9 s 57               | Jack Rayner                 | Australie                   | 30 min 35 s 54              | Kimberley Smith             | Nouvelle-Zélande            |
| Amérique du Sud (records)                                 | 27 min 28 s 12              | Marilson dos Santos         | Brésil                      | 31 min 33 s 07              | Florencia Borelli           | Argentine                   |

## Performances

### Dix meilleures performances de tous les temps
| Rang | Temps          | Athlète              | Lieu      | Date             |
| 1    | 26 min 11 s 00 | Joshua Cheptegei     | Valence   | 7 octobre 2020   |
| 2    | 26 min 17 s 53 | Kenenisa Bekele      | Bruxelles | 26 août 2005     |
| 3    | 26 min 20 s 31 | Kenenisa Bekele      | Ostrava   | 8 juin 2004      |
| 4    | 26 min 22 s 75 | Haile Gebrselassie   | Hengelo   | 1er juin 1998    |
| 5    | 26 min 25 s 97 | Kenenisa Bekele      | Eugene    | 8 juin 2008      |
| 6    | 26 min 27 s 85 | Paul Tergat          | Bruxelles | 22 août 1997     |
| 7    | 26 min 28 s 72 | Kenenisa Bekele      | Hengelo   | 29 mai 2005      |
| 8    | 26 min 29 s 22 | Haile Gebrselassie   | Bruxelles | 5 septembre 2003 |
| 9    | 26 min 30 s 03 | Nicholas Kemboi (en) | Bruxelles | 5 septembre 2003 |
| 10   | 26 min 30 s 74 | Abebe Dinkesa        | Hengelo   | 29 mai 2005      |

| Rang | Temps          | Athlète                    | Lieu           | Date             |
| 1    | 28 min 54 s 14 | Beatrice Chebet            | Eugene         | 25 mai 2024      |
| 2    | 29 min 1 s 03  | Letesenbet Gidey           | Hengelo        | 8 juin 2021      |
| 3    | 29 min 5 s 92  | Gudaf Tsegay               | Eugene         | 25 mai 2024      |
| 4    | 29 min 6 s 82  | Sifan Hassan               | Hengelo        | 6 juin 2021      |
| 5    | 29 min 17 s 45 | Almaz Ayana                | Rio de Janeiro | 12 août 2016     |
| 6    | 29 min 26 s 89 | Lilian Kasait Rengeruk     | Eugene         | 25 mai 2024      |
| 7    | 29 min 27 s 59 | Margaret Chelimo Kipkemboi | Eugene         | 25 mai 2024      |
| 8    | 29 min 29 s 73 | Gudaf Tsegay               | Nerja          | 23 juin 2023     |
| 9    | 29 min 31 s 78 | Wang Junxia                | Pékin          | 8 septembre 1993 |
| 10   | 29 min 32 s 53 | Vivian Cheruiyot           | Rio de Janeiro | 12 août 2016     |

### Meilleurs performeurs de l'histoire
| Rang | Temps          | Athlète              | Lieu                | Date             |
| 1    | 26 min 11 s 00 | Joshua Cheptegei     | Valence             | 7 octobre 2020   |
| 2    | 26 min 17 s 53 | Kenenisa Bekele      | Bruxelles           | 26 août 2005     |
| 3    | 26 min 22 s 75 | Haile Gebrselassie   | Hengelo             | 1er juin 1998    |
| 4    | 26 min 27 s 85 | Paul Tergat          | Bruxelles           | 22 août 1997     |
| 5    | 26 min 30 s 03 | Nicholas Kemboi (en) | Bruxelles           | 5 septembre 2003 |
| 6    | 26 min 30 s 74 | Abebe Dinkesa        | Hengelo             | 29 mai 2005      |
| 7    | 26 min 31 s 01 | Yomif Kejelcha       | Nerja               | 14 juin 2024     |
| 8    | 26 min 31 s 13 | Berihu Aregawi       | Nerja               | 14 juin 2024     |
| 9    | 26 min 33 s 84 | Grant Fisher         | San Juan Capistrano | 6 mars 2022      |
| 10   | 26 min 33 s 93 | Jacob Kiplimo        | Ostrava             | 19 mai 2021      |

| Rang | Temps          | Athlète                    | Lieu           | Date             |
| 1    | 28 min 54 s 14 | Beatrice Chebet            | Eugene         | 25 mai 2024      |
| 2    | 29 min 1 s 03  | Letesenbet Gidey           | Hengelo        | 8 juin 2021      |
| 3    | 29 min 5 s 92  | Gudaf Tsegay               | Eugene         | 25 mai 2024      |
| 4    | 29 min 6 s 82  | Sifan Hassan               | Hengelo        | 6 juin 2021      |
| 5    | 29 min 17 s 45 | Almaz Ayana                | Rio de Janeiro | 12 août 2016     |
| 6    | 29 min 26 s 89 | Lilian Kasait Rengeruk     | Eugene         | 25 mai 2024      |
| 7    | 29 min 27 s 59 | Margaret Chelimo Kipkemboi | Eugene         | 25 mai 2024      |
| 8    | 29 min 31 s 78 | Wang Junxia                | Pékin          | 8 septembre 1993 |
| 9    | 29 min 32 s 53 | Vivian Cheruiyot           | Rio de Janeiro | 12 août 2016     |
| 10   | 29 min 42 s 56 | Tirunesh Dibaba            | Rio de Janeiro | 12 août 2016     |

### Meilleures performances mondiales de l'année

#### Hommes

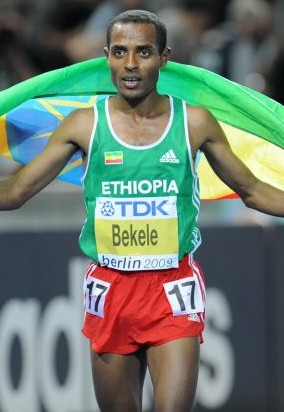
Kenenisa Bekele, détenteur du record du monde du 10000 m, établit à six reprises la meilleure performance mondiale de l'année.

| Année | Temps          | Athlète                | Nationalité          | Lieu                | Vitesse moyenne |
| ----- | -------------- | ---------------------- | -------------------- | ------------------- | --------------- |
| 1970  | 28 min 06 s 2  | Dave Bedford           | Royaume-Uni          | Varsovie            | 21,35 km/h      |
| 1971  | 27 min 47 s 0  | Dave Bedford           | Royaume-Uni          | Portsmouth          | 21,59 km/h      |
| 1972  | 27 min 38 s 4  | Lasse Viren            | Finlande             | Munich              | 21,71 km/h      |
| 1973  | 27 min 30 s 80 | Dave Bedford           | Royaume-Uni          | Londres             | 21,81 km/h      |
| 1974  | 27 min 43 s 6  | Steve Prefontaine      | États-Unis           | Eugene              | 21,65 km/h      |
| 1975  | 27 min 45 s 43 | Brendan Foster         | Royaume-Uni          | Londres             | 21,62 km/h      |
| 1976  | 27 min 40 s 38 | Lasse Viren            | Finlande             | Montréal            | 21,69 km/h      |
| 1977  | 27 min 30 s 47 | Samson Kimobwa         | Kenya                | Helsinki            | 21,81 km/h      |
| 1978  | 27 min 22 s 47 | Henry Rono             | Kenya                | Vienne              | 21,92 km/h      |
| 1979  | 27 min 36 s 8  | Karl Fleschen          | Allemagne de l'Ouest | Troisdorf           | 21,73 km/h      |
| 1980  | 27 min 29 s 16 | Craig Virgin           | États-Unis           | Paris               | 21,83 km/h      |
| 1981  | 27 min 27 s 1  | Fernando Mamede        | Portugal             | Lisbonne            | 21,85 km/h      |
| 1982  | 27 min 22 s 95 | Fernando Mamede        | Portugal             | Paris               | 21,92 km/h      |
| 1983  | 27 min 23 s 44 | Carlos Lopes           | Portugal             | Oslo                | 21,91 km/h      |
| 1984  | 27 min 13 s 81 | Fernando Mamede        | Portugal             | Stockholm           | 22,05 km/h      |
| 1985  | 27 min 37 s 17 | Bruce Bickford         | États-Unis           | Stockholm           | 21,73 km/h      |
| 1986  | 27 min 20 s 56 | Mark Nenow             | États-Unis           | Bruxelles           | 21,95 km/h      |
| 1987  | 27 min 26 s 95 | Francesco Panetta      | Italie               | Stockholm           | 21,87 km/h      |
| 1988  | 27 min 21 s 46 | Brahim Boutayeb        | Maroc                | Séoul               | 21,93 km/h      |
| 1989  | 27 min 08 s 23 | Arturo Barrios         | Mexique              | Berlin              | 22,11 km/h      |
| 1990  | 27 min 18 s 22 | Arturo Barrios         | Mexique              | Berlin              | 21,97 km/h      |
| 1991  | 27 min 11 s 18 | Richard Chelimo        | Kenya                | Hengelo             | 22,07 km/h      |
| 1992  | 27 min 14 s 26 | Fita Bayisa            | Éthiopie             | Oslo                | 22,03 km/h      |
| 1993  | 26 min 58 s 38 | Yobes Ondieki          | Kenya                | Oslo                | 22,25 km/h      |
| 1994  | 26 min 52 s 23 | William Sigei          | Kenya                | Oslo                | 22,33 km/h      |
| 1995  | 26 min 43 s 53 | Haile Gebreselassie    | Éthiopie             | Hengelo             | 22,46 km/h      |
| 1996  | 26 min 38 s 08 | Salah Hissou           | Maroc                | Bruxelles           | 22,53 km/h      |
| 1997  | 26 min 27 s 85 | Paul Tergat            | Kenya                | Bruxelles           | 22,68 km/h      |
| 1998  | 26 min 22 s 75 | Haile Gebreselassie    | Éthiopie             | Hengelo             | 22,76 km/h      |
| 1999  | 26 min 51 s 49 | Charles Kamathi        | Kenya                | Bruxelles           | 22,34 km/h      |
| 2000  | 27 min 03 s 87 | Paul Tergat            | Kenya                | Bruxelles           | 22,18 km/h      |
| 2001  | 27 min 04 s 20 | Abraham Chebii         | Kenya                | Palo Alto           | 22,17 km/h      |
| 2002  | 26 min 49 s 38 | Sammy Kipketer         | Kenya                | Bruxelles           | 22,37 km/h      |
| 2003  | 26 min 29 s 22 | Haile Gebrselassie     | Éthiopie             | Bruxelles           | 22,65 km/h      |
| 2004  | 26 min 20 s 31 | Kenenisa Bekele        | Éthiopie             | Ostrava             | 22,78 km/h      |
| 2005  | 26 min 17 s 53 | Kenenisa Bekele        | Éthiopie             | Bruxelles           | 22,83 km/h      |
| 2006  | 26 min 35 s 63 | Micah Kogo             | Kenya                | Bruxelles           | 22,57 km/h      |
| 2007  | 26 min 46 s 19 | Kenenisa Bekele        | Éthiopie             | Bruxelles           | 22,42 km/h      |
| 2008  | 26 min 25 s 97 | Kenenisa Bekele        | Éthiopie             | Eugene              | 22,71 km/h      |
| 2009  | 26 min 46 s 31 | Kenenisa Bekele        | Éthiopie             | Berlin              | 22,42 km/h      |
| 2010  | 26 min 56 s 74 | Josphat Kiprono Menjo  | Kenya                | Turku               | 22,27 km/h      |
| 2011  | 26 min 43 s 16 | Kenenisa Bekele        | Éthiopie             | Bruxelles           | 22,46 km/h      |
| 2012  | 26 min 51 s 16 | Emmanuel Kipkemei Bett | Kenya                | Bruxelles           | 22,34 km/h      |
| 2013  | 26 min 51 s 02 | Dejene Gebremeskel     | Éthiopie             | Sollentuna          | 22,34 km/h      |
| 2014  | 26 min 44 s 36 | Galen Rupp             | États-Unis           | Eugene              | 22,43 km/h      |
| 2015  | 26 min 50 s 97 | Mohamed Farah          | Royaume-Uni          | Eugene              | 22,34 km/h      |
| 2016  | 26 min 51 s 11 | Yigrem Demelash        | Éthiopie             | Hengelo             | 22,34 km/h      |
| 2017  | 26 min 49 s 51 | Mohamed Farah          | Royaume-Uni          | Londres             | 22,36 km/h      |
| 2018  | 27 min 19 s 62 | Joshua Cheptegei       | Ouganda              | Gold Coast          | 21,96 km/h      |
| 2020  | 26 min 11 s 00 | Joshua Cheptegei       | Ouganda              | Valence             | 22,91 km/h      |
| 2021  | 26 min 33 s 93 | Jacob Kiplimo          | Ouganda              | Ostrava             | 22,59 km/h      |
| 2022  | 26 min 33 s 84 | Grant Fisher           | États-Unis           | San Juan Capistrano | 22,59 km/h      |
| 2023  | 26 min 50 s 66 | Berihu Aregawi         | Éthiopie             | Nerja               | 22,35 km/h      |

#### Femmes

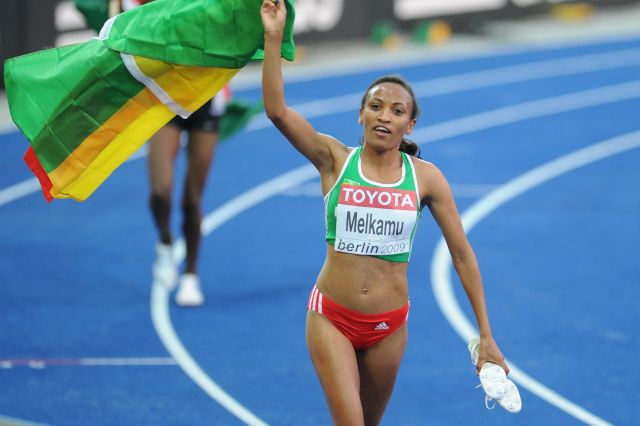
L'Éthiopienne Meselech Melkamu.

| Année | Temps          | Athlète             | Nationalité      | Lieu           | Vitesse moyenne |
| ----- | -------------- | ------------------- | ---------------- | -------------- | --------------- |
| 1970  | 35 min 30 s 5  | Paola Pigni         | Italie           | Milan          | 16,90 km/h      |
| 1971  | 34 min 51 s 0  | Kathy Gibbons       | États-Unis       | Phoenix        | 17,21 km/h      |
| 1972  | —              | —                   | —                |                |                 |
| 1973  | —              | —                   | —                |                |                 |
| 1974  | —              | —                   | —                |                |                 |
| 1975  | 34 min 01 s 4  | Christa Vahlensieck | Allemagne        | Wolfsbourg     | 17,64 km/h      |
| 1976  | 34 min 19 s 0  | Peg Neppel          | États-Unis       | Eugene         | 17,48 km/h      |
| 1977  | 33 min 15 s 1  | Peg Neppel          | États-Unis       | Westwood       | 18,04 km/h      |
| 1978  | 32 min 43 s 2  | Natalia Mărăşescu   | Roumanie         | Băile Felix    | 18,34 km/h      |
| 1979  | 32 min 52 s 5  | Mary Shea           | États-Unis       | Walnut         | 18,25 km/h      |
| 1980  | 32 min 57 s 17 | Kathryn Binns       | Royaume-Uni      | Sittard        | 18,20 km/h      |
| 1981  | 32 min 17 s 19 | Yelena Sipatova     | Union soviétique | Moscou         | 18,58 km/h      |
| 1982  | 31 min 35 s 3  | Mary Decker-Slaney  | États-Unis       | Eugene         | 18,99 km/h      |
| 1983  | 31 min 27 s 58 | Raisa Sadreydinova  | Union soviétique | Odessa         | 19,07 km/h      |
| 1984  | 31 min 13 s 78 | Olga Bondarenko     | Union soviétique | Kiev           | 19,22 km/h      |
| 1985  | 30 min 59 s 42 | Ingrid Kristiansen  | Norvège          | Oslo           | 19,36 km/h      |
| 1986  | 30 min 13 s 74 | Ingrid Kristiansen  | Norvège          | Oslo           | 19,86 km/h      |
| 1987  | 31 min 05 s 85 | Ingrid Kristiansen  | Norvège          | Rome           | 19,30 km/h      |
| 1988  | 31 min 05 s 21 | Olga Bondarenko     | Union soviétique | Séoul          | 19,30 km/h      |
| 1989  | 30 min 48 s 51 | Ingrid Kristiansen  | Norvège          | Oslo           | 19,48 km/h      |
| 1990  | 31 min 18 s 18 | Viorica Ghican      | Roumanie         | Helsinki       | 19,16 km/h      |
| 1991  | 30 min 57 s 07 | Liz McColgan        | Royaume-Uni      | Hengelo        | 19,38 km/h      |
| 1992  | 31 min 06 s 02 | Derartu Tulu        | Éthiopie         | Barcelone      | 19,29 km/h      |
| 1993  | 29 min 31 s 78 | Wang Junxia         | Chine            | Pékin          | 20,33 km/h      |
| 1994  | 30 min 50 s 34 | Wang Junxia         | Chine            | Hiroshima      | 19,46 km/h      |
| 1995  | 31 min 04 s 99 | Fernanda Ribeiro    | Portugal         | Göteborg       | 19,31 km/h      |
| 1996  | 31 min 01 s 63 | Fernanda Ribeiro    | Portugal         | Atlanta        | 19,34 km/h      |
| 1997  | 30 min 38 s 09 | Dong Yanmei         | Chine            | Shanghai       | 19,58 km/h      |
| 1998  | 30 min 48 s 06 | Fernanda Ribeiro    | Portugal         | Lisbonne       | 19,48 km/h      |
| 1999  | 30 min 24 s 56 | Gete Wami           | Éthiopie         | Séville        | 19,73 km/h      |
| 2000  | 30 min 17 s 49 | Derartu Tulu        | Éthiopie         | Sydney         | 19,81 km/h      |
| 2001  | 30 min 55 s 80 | Paula Radcliffe     | Royaume-Uni      | Barakaldo      | 19,41 km/h      |
| 2002  | 30 min 01 s 09 | Paula Radcliffe     | Royaume-Uni      | Munich         | 19,99 km/h      |
| 2003  | 30 min 04 s 18 | Berhane Adere       | Éthiopie         | Paris          | 19,96 km/h      |
| 2004  | 30 min 17 s 15 | Paula Radcliffe     | Royaume-Uni      | Gateshead      | 19,81 km/h      |
| 2005  | 30 min 15 s 67 | Tirunesh Dibaba     | Éthiopie         | Sollentuna     | 19,83 km/h      |
| 2006  | 30 min 21 s 67 | Elvan Abeylegesse   | Turquie          | Antalya        | 19,76 km/h      |
| 2007  | 31 min 00 s 27 | Mestawet Tufa       | Éthiopie         | Valkenswaard   | 19,35 km/h      |
| 2008  | 29 min 54 s 66 | Tirunesh Dibaba     | Éthiopie         | Pékin          | 20,06 km/h      |
| 2009  | 29 min 53 s 80 | Meselech Melkamu    | Éthiopie         | Utrecht        | 20,08 km/h      |
| 2010  | 31 min 04 s 52 | Meselech Melkamu    | Éthiopie         | Ostrava        | 19,31 km/h      |
| 2011  | 30 min 38 s 35 | Sally Kipyego       | Kenya            | Palo Alto      | 19,58 km/h      |
| 2012  | 30 min 20 s 75 | Tirunesh Dibaba     | Éthiopie         | Londres        | 19,78 km/h      |
| 2013  | 30 min 08 s 06 | Meseret Defar       | Éthiopie         | Sollentuna     | 19,91 km/h      |
| 2014  | 30 min 42 s 26 | Sally Kipyego       | Kenya            | Palo Alto      | 19,54 km/h      |
| 2015  | 30 min 49 s 68 | Gelete Burka        | Éthiopie         | Hengelo        | 19,46 km/h      |
| 2016  | 29 min 17 s 45 | Almaz Ayana         | Éthiopie         | Rio de Janeiro | 20,48 km/h      |
| 2017  | 30 min 16 s 32 | Almaz Ayana         | Éthiopie         | Londres        | 19,82 km/h      |
| 2018  | 30 min 41 s 85 | Pauline Kamulu      | Kenya            | Fukagawa       | 19,55 km/h      |
| 2019  | 30 min 17 s 62 | Sifan Hassan        | Pays-Bas         | Doha           | 19,81 km/h      |
| 2020  | 29 min 36 s 67 | Sifan Hassan        | Pays-Bas         | Hengelo        | 20,27 km/h      |
| 2021  | 29 min 01 s 03 | Letesenbet Gidey    | Éthiopie         | Hengelo        | 20,67 km/h      |
| 2022  | 30 min 09 s 94 | Letesenbet Gidey    | Éthiopie         | Eugene         | 19,90 km/h      |
| 2023  | 29 min 2 s 73  | Gudaf Tsegay        | Éthiopie         | Nerja          | 20,66 km/h      |

## Palmarès olympique et mondial
| Compétition   | Hommes             | Femmes             |
| ------------- | ------------------ | ------------------ |
| Jeux 1912     | Hannes Kolehmainen |                    |
| Jeux 1920     | Paavo Nurmi        |                    |
| Jeux 1924     | Ville Ritola       |                    |
| Jeux 1928     | Paavo Nurmi        |                    |
| Jeux 1932     | Janusz Kusociński  |                    |
| Jeux 1936     | Ilmari Salminen    |                    |
| Jeux 1948     | Emil Zátopek       |                    |
| Jeux 1952     | Emil Zátopek       |                    |
| Jeux 1956     | Vladimir Kuts      |                    |
| Jeux 1960     | Pyotr Bolotnikov   |                    |
| Jeux 1964     | Billy Mills        |                    |
| Jeux 1968     | Naftali Temu       |                    |
| Jeux 1972     | Lasse Virén        |                    |
| Jeux 1976     | Lasse Virén        |                    |
| Jeux 1980     | Miruts Yifter      |                    |
| Mondiaux 1983 | Alberto Cova       |                    |
| Jeux 1984     | Alberto Cova       |                    |
| Mondiaux 1987 | Paul Kipkoech      | Ingrid Kristiansen |
| Jeux 1988     | Brahim Boutayeb    | Olga Bondarenko    |
| Mondiaux 1991 | Moses Tanui        | Liz McColgan       |
| Jeux 1992     | Khalid Skah        | Derartu Tulu       |
| Mondiaux 1993 | Haile Gebrselassie | Wang Junxia        |
| Mondiaux 1995 | Haile Gebrselassie | Fernanda Ribeiro   |
| Jeux 1996     | Haile Gebrselassie | Fernanda Ribeiro   |
| Mondiaux 1997 | Haile Gebrselassie | Sally Barsosio     |
| Mondiaux 1999 | Haile Gebrselassie | Gete Wami          |
| Jeux 2000     | Haile Gebrselassie | Derartu Tulu       |
| Mondiaux 2001 | Charles Kamathi    | Derartu Tulu       |
| Mondiaux 2003 | Kenenisa Bekele    | Berhane Adere      |
| Jeux 2004     | Kenenisa Bekele    | Xing Huina         |
| Mondiaux 2005 | Kenenisa Bekele    | Tirunesh Dibaba    |
| Mondiaux 2007 | Kenenisa Bekele    | Tirunesh Dibaba    |
| Jeux 2008     | Kenenisa Bekele    | Tirunesh Dibaba    |
| Mondiaux 2009 | Kenenisa Bekele    | Linet Masai        |
| Mondiaux 2011 | Ibrahim Jeilan     | Vivian Cheruiyot   |
| Jeux 2012     | Mohamed Farah      | Tirunesh Dibaba    |
| Mondiaux 2013 | Mohamed Farah      | Tirunesh Dibaba    |
| Mondiaux 2015 | Mohamed Farah      | Vivian Cheruiyot   |
| Jeux 2016     | Mohamed Farah      | Almaz Ayana        |
| Mondiaux 2017 | Mohamed Farah      | Almaz Ayana        |
| Mondiaux 2019 | Joshua Cheptegei   | Sifan Hassan       |
| Jeux 2020     | Selemon Barega     | Sifan Hassan       |
| Mondiaux 2022 | Joshua Cheptegei   | Letesenbet Gidey   |
| Mondiaux 2023 | Joshua Cheptegei   | Gudaf Tsegay       |